# Château de Thérac
Le château de Thérac est situé à Les Gonds en Charente-Maritime.

## Historique
Propriété des évêques de Saintes, l'évêque Gimer y est installé en 1288. Giuliano Soderini y entreprend des travaux renaissance, dont il ne subsiste que la chapelle en ruines. Mgr Nicolas Le Cornu de La Courbe de Brée y réside. 
En 1697, Mgr Guillaume de La Brunetière du Plessis-Gesté fait détruire le château qui menaçait ruines.
L'immeuble est inscrit au titre des monuments historiques par arrêté du 14 avril 1997.